# Елабужев, Геннадий Николаевич
Геннадий Николаевич Елабужев — советский хозяйственный и государственный деятель, Герой Социалистического Труда.

## Биография
Родился в 1933 году в выселке Петропавловский. Член КПСС.
В 1948—1952 — колхозник в Киясовском районе Удмуртской АССР.
В 1953—1957 — арматурщик Ижевского металлургического завода.
В 1957—1996 — токарь Ижевского механического завода Министерства оборонной промышленности СССР.
Указом Президиума Верховного Совета СССР от 29 марта 1976 года присвоено звание Героя Социалистического Труда с вручением ордена Ленина и золотой медали «Серп и Молот».
Делегат XXVI съезда КПСС.
Умер в 2006 году в Ижевске.

## Награды и звания
- Герой Социалистического Труда (29.03.1976)
- Орден Ленина (29.03.1976)
- Орден Октябрьской Революции (26.04.1971)